# Relació genètica (lingüística)
En lingüística es parla de relació genètica per referir-se a aquelles llengües que es remunten a una llengua original comuna, com és el cas de les llengües romàniques (provinents del llatí). A més, la "genètica" en lingüística fa referència generalment a una classe de preguntes i problemes que afecten certs aspectes de l'origen o l'origen mateix d'una llengua. Les llengües relacionades genèticament s’agrupen en una família lingüística. Aquesta categorització es basa en característiques i innovacions comunes, com per exemple en la fonologia, la formació de paraules, o la morfologia. La relació genètica es presenta generalment en forma d'arbre genealògic. Per tant, es parla d’idiomes relacionats si aquests deriven d’una protollengua comuna (vegeu canvi lingüístic).
Les similituds entre llengües no sempre resulten d'un origen comú, sinó que aquestes semblançes poden sorgir del contacte lingüístic o, a vegades, de manera arbitrària.

## Prova
Es considera que dues o més llengües estan relacionades genèticament si tenen un nombre suficient de característiques comunes (e.g. morfologia, formació de paraules, fonologia, lèxic, etc.) i es poden "excloure" les dues possibles causes següents de les semblances:
- Les similituds van sorgir "independentment les unes de les altres" en cadascuna de les llengües.
- Les similituds van sorgir a través del contacte lingüístic entre les llengües considerades o a través del contacte entre les llengües considerades i un tercer idioma.

La qüestió de quan s’exclouen “prou” les causes alternatives és un tema de discussió lingüística.
Atès que la qüestió de la monofília de les llengües del món (vegeu protosàpiens) continua sense resposta, no hi ha manera de demostrar definitivament que dues llengües “no” estiguin relacionades genèticament.

## Distinció
El concepte de relació genètica en lingüística s'ha de distingir del concepte de relació genètica en biologia, especialment en antropologia o etnologia, ja que els parlants de llengües relacionades genèticament (o d'una mateixa llengua) no han d'estar necessàriament relacionats ni ètnicament ni biològica entre si. L'anglès n'és un bon exemple, ja que no tots els seus parlants natius són descendents dels anglosaxons.
Les llengües criolles tampoc es poden entendre en termes de relació genètica. Són examinades per una subdivisió separada de la lingüística, la creolística.
De manera semblant a les llengües criolles, la majoria de les llengües planificades són difícils o impossibles de classificar genèticament, encara que se sol conèixer amb exactitud el seu origen, ja que no resulten de manera natural i diacrònica.

### En alemany
- Helmut Glück (Hrsg.): Metzler Lexikon Sprache. 4. Auflage, Metzler, Stuttgart-Weimar 2010. (Hier insbesondere die Lemmata „Genetisch“, „Sprachverwandtschaft“ und „Historisch-vergleichende Sprachwissenschaft“)
- Hadumod Bußmann (Hrsg.) unter Mitarbeit von Hartmut Lauffer: Lexikon der Sprachwissenschaft. 4., durchgesehene und bibliographisch ergänzte Auflage. Kröner, Stuttgart 2008, [[:de:Special:BookSources/9783520452047|ISBN 978-3-520-45204-7]], (Hier insbesondere die Lemmata „Klassifikation der Sprachen“, „Protosprache“, „Sprachfamilie“).
- John Lyons: Einführung in die moderne Linguistik. 8. Auflage, C. H. Beck, 1995. [[:de:Special:BookSources/3406394655|ISBN 3406394655]].
- Sylvain Auroux (Hrsg.): Geschichte der Sprachwissenschaften: Ein internationales Handbuch zur Entwicklung der Sprachforschung von den Anfängen bis zur Gegenwart. Walter de Gruyter, 2006. [[:de:Special:BookSources/3110167360|ISBN 3110167360]].

### En anglès
- Merritt Ruhlen: A Guide to the World's Languages, Volume 1: Classification. Stanford University Press, Stanford 1987, Nachdruck 2000 (das grundlegende Werk zur Geschichte der genetischen Klassifikation)
- Joseph H. Greenberg: Genetic Linguistics. Essays on Theory and Method. Oxford University Press, Oxford 2005.
- M. Paul Lewis (Hrsg.): Ethnologue: Languages of the World, 16. Aufl., Dallas: SIL, 2009. (enthält aktuelle Hypothesen genetischer Klassifikationen aller Sprachen weltweit)
- William Croft: Typology and Universals. 2. Auflage. Cambridge Textbooks in Linguistics, Cambridge University Press, Cambridge. 2003. [[:de:Special:BookSources/0521004993|ISBN 0521004993]].
- Merritt Ruhlen: On the Origin of Languages: Studies in Linguistic Taxonomy. Stanford University Press, Stanford, CA. 1994